# Ne pali svetla u sumrak

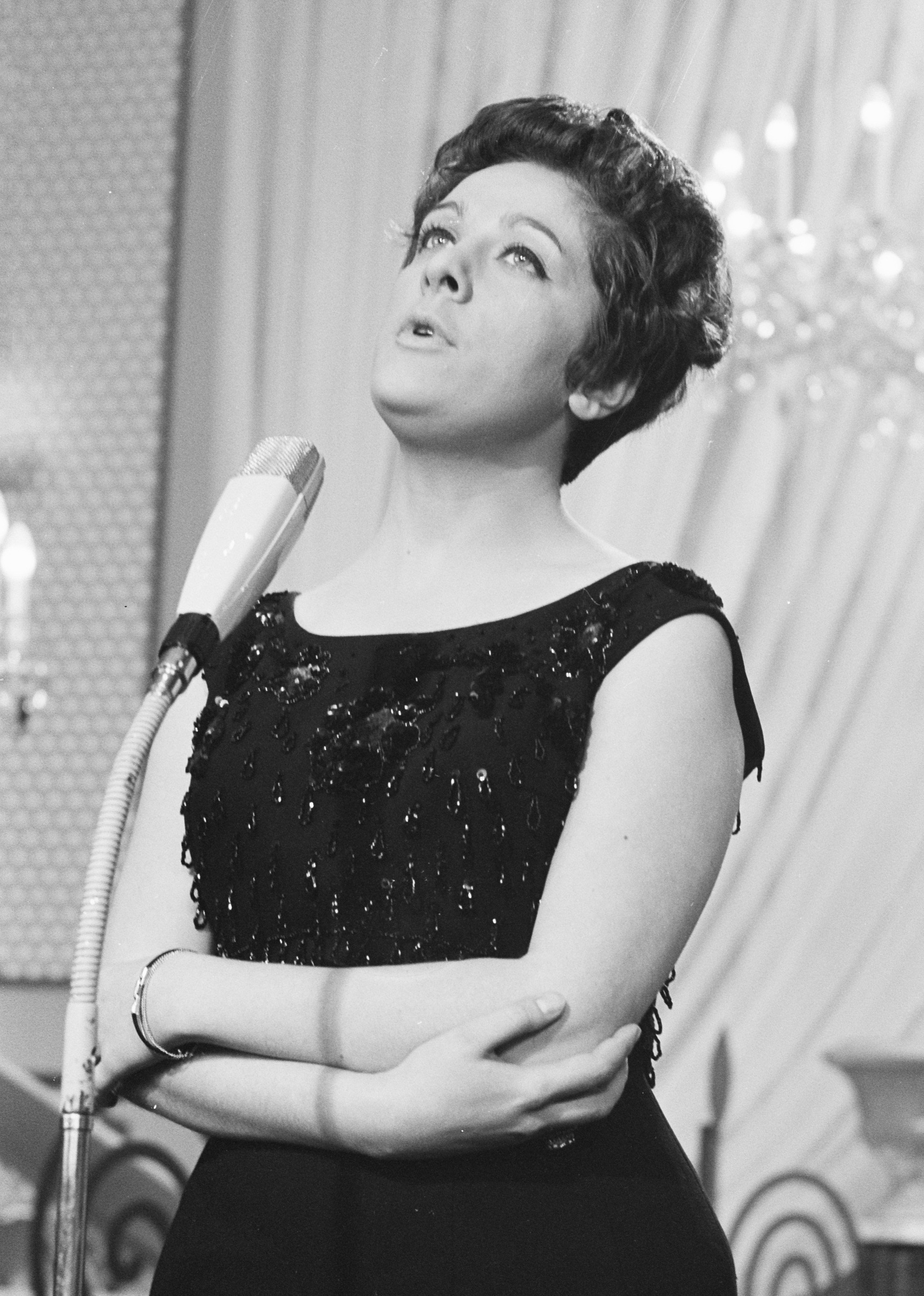
Lola Novaković, intérprete de la canción, durante un ensayo del Festival de la Canción de Eurovisión 1962.

«Ne pali svetla u sumrak» —[ne pâːli sʋêtla u sûmraːk]; en alfabeto cirílico: «Не пали светло у сумрак»; en español: «No enciendas las luces en el crepúsculo»— es una canción compuesta por Jože Privšek e interpretada en serbocroata por Lola Novaković. Se lanzó en 1962 mediante Jugoton. Fue elegida para representar a Yugoslavia en el Festival de la Canción de Eurovisión de 1962 tras ganar la final nacional yugoslava, Eurovizija 1962.

## Festival de Eurovisión

### Eurovizija 1962
Esta canción participó en la final nacional para elegir al representante yugoslavo del Festival de la Canción de Eurovisión de 1962, celebrada el 23 de enero de ese año en los estudios TV Zagreb. Tres jurados regionales se encargaron de la votación. Finalmente, la canción «Ne pali svetla u sumrak» se declaró ganadora de la final.

### Festival de la Canción de Eurovisión 1962
Esta canción fue la representación yugoslava en el Festival de Eurovisión 1962. La orquesta fue dirigida por Jože Privšek.
La canción fue interpretada 12.ª en la noche del 18 de marzo de 1962 por Lola Novaković, precedida por Suiza con Jean Philippe interpretando «Le retour» y seguida por Reino Unido con Ronnie Carroll interpretando «Ring-A-Ding Girl». Al final de las votaciones, la canción había recibido 10 puntos, quedando en 4.º puesto de un total de 16. Esta fue la mejor posición del país hasta 1983, cuando también quedaron en cuarto lugar.
Fue sucedida como representación yugoslava en el Festival de 1963 por Vice Vukov con «Brodovi».